# Sånnestorp
Sånnestorp är en bebyggelse i Rya socken i Örkelljunga kommun. Från 2020 till 2023 avgränsade SCB här en småort.